# シェイック・モディボ・ディアラ
シェイック・モディボ・ディアラ（フランス語: Cheick Modibo Diarra, 1952年 - 、シェイク・モディボ・ディアラとも）は、マリ共和国の宇宙工学者、科学者、政治家。2012年4月より12月まで同国の暫定首相を務めた。

## 来歴
ニオロ・デュ・サヘル生まれ。マリの高校を卒業後、パリ第六大学（ピエール・エ・マリ・キュリー大学）で数学、物理学、分析工学を、ワシントンD.C.のハワード大学で宇宙工学を学んだ。その後カリフォルニア工科大学（CalTech）のジェット推進研究所（Jet Propulsion Laboratory、JPL）に採用され、金星探査のマゼラン、太陽探査のユリシーズ、木星探査のガリレオ、火星探査のマーズ・オブザーバー、マーズ・パスファインダーなどのアメリカ航空宇宙局（NASA）の様々な計画に参画した。その後NASAの火星探索教育の局長に任命された。
1999年には、NASAからパートタイムでアフリカでの教育開発の仕事を行う許可を得て、パスファインダー財団を設立。2002年には休職し、バマコに太陽エネルギー開発の研究所を設立した。2000年からはユネスコ親善大使としても活躍。2002年と2003年はケニアのアフリカ・バーチャル大学のCEOにも就任した。その後はマイクロソフト西アフリカ法人の会長を務めた。

### 暫定首相時代
2012年の軍事クーデター後、4月17日に暫定首相に就任した。
同年12月11日、クーデターを主導したアマドゥ・サノゴ大尉の指令を受けた軍兵により拘束、数時間後に辞任を表明した。